# شیگلا
شیگلاها، باسیل‌های گرم منفی و غیر متحرکی هستند که قرابت نزدیکی با اشرشیا کولی و سالمونلا دارند. شیگلا فقط در انسان و نخستی سانان بیماریزا است اما در سایر جانوران بیماریزا نیست. شیگلا موجب اسهال خونی (دیسانتری) می‌شود. باکتری اولین بار توسط میکروب‌شناس ژاپنی به نام کیوشی شیگا در سال ۱۸۹۸ کشف شد. مطالعات فیلوژنتیکی نشان می‌دهد که شیگلا، زیرگونه‌ای از اشرشیا کولی است. پس از تهاجم به روده، باکتری در سلول‌های روده تکثیر پیدا می‌کند و موجب آسیب به بافت روده می‌شود.

## طبقه‌بندی
شیگلا به ۴ سروگروه طبقه‌بندی می‌شود :
سروگروه A (شیگلا دیسانتری) شامل ۱۲ سروتیپ
سروگروه B (شیگلا فلکسنری) شامل ۶ سروتیپ
سروگروه C (شیگلا بوئیدی) شامل ۱۸ سروتیپ
سروگروه D (شیگلا سونئی) شامل ۱ سروتیپ
شیگلا فلکسنری شایع‌ترین سویه در سرتاسر جهان است. شیگلا دیسانتری، بیشتر موجب همه‌گیری (اپیدمی)در جمعیت‌های محدود شده (مانند کمپ پناهندگان) می‌شود.

## بیماریزایی
شیگلا از طریق خوردن و آشامیدن منتقل می‌شود. کمتر از ۱۰۰ باکتری برای ایجاد اسهال کافی است. اسهال خونی بر اثر تخریب لایه مخاطی راست روده (روده بزرگ) اتفاق می افتد.برخی از سویه‌ها، انتروتوکسین و شیگاتوکسین تولید می‌کنند. شیگاتوکسین شبیه وروتوکسین E. coli O157:H7 است. هر دو نوع توکسین موجب نشانگان همولیتیک اورمیک می‌شوند.
شیگلا از طریق سلول‌های M، روده را مورد تهاجم قرار می‌دهد زیرا توانایی حمله به سلول‌های اپتلیالی روده را ندارد. باکتری از طریق سیستم ترشحی تیپ III که به مانند سوزن عمل می‌کند، پروتئین IpaD را به داخل سلول تزریق می‌کند که به تهاجم باکتری به سلول‌ها کمک می‌کند. سپس غشای واکوئولی توسط پروتئین‌های IpaB و IpaC لیز (تخریب) می‌شود. باکتری پس از ورود به سیتوپلاسم سلول، با استفاده از پروتئین باکتریایی IcsA، اکتین را پلیمریزه می‌کند. پلیمریزه شدن اکتین با کمک پروتئین‌های N-WASP و Arp2/3 انجام می‌گیرد. باکتری با پلیمریزه کردن اکتین به مانند یک پیشرانه راکتی از (سیتوپلاسم) یک سلول به سلول دیگر وارد می‌شود. علائم بیماری شامل تب، اسهال، استفراغ و باد نفخ است.مدفوع ممکن است دارای خون، موکوس و چرک باشد. علائم به‌طور معمولاً، یک هفته پس از بلع باکتری، خود را نشان می‌دهند. شیگلا دارای یک پلاسمید ویرولانس است که بسیاری از شاخص‌های بیماریزایی بر روی آن قرار گرفته‌است.

## تشخیص
شیگلا از لحاظ حرکت، منفی است و لاکتوز را تخمیر نمی‌کند اما شیگلا سونئی، لاکتوز را تخمیر می‌کند. آن‌ها از کربوهیدارت‌ها گاز تولید نمی‌کنند (به استثنای برخی از سویه‌های شیگلا فلکسنری). هیدرولیز اوره در باکتری، منفی است. در محیط TSI، به شکل K/A، گاز منفی و H2S (سولفید هیدروژن) منفی خود را نشان می‌دهد. واکنش اندول ممکن است مثبت یا منفی باشد. بر روی محیط هکتون انتریک آگار، کلنی‌های آبی- سبز تولید می‌کند اما سالمونلا، کلنی‌های آبی- سبز با مرکز سیاه تولید می‌کنند.

## پیشگیری و درمان
شستشوی دستان قبل از خوردن و پختن غذا، خطر ابتلا به باکتری را کم می‌کند. اسهال خونی را می‌توان با استفاده از آنتی بیوتیک‌های مانند آمپی سیلین، تری متوپریم سولفامتوکسازول و فلوروکوئینولون‌ها (مانند سیپروفلوکساسین) درمان کرد. تأمین آب بیمار نیز ضروری است. عوامل ضد اسهال ممکن است اسهال را شدیدتر کند. در حال حاضر، هیچ نوع واکسنی برای این باکتری وجود ندارد.